# Hagnau am Bodensee
Hagnau am Bodensee település Németországban, azon belül Baden-Württembergben. Lakosainak száma 1473 fő (2023. december 31.).

## Népesség
A település népessége az elmúlt években az alábbi módon változott:
| Lakosok száma | 1017 | 1153 | 1199 | 1338 | 1305 | 1432 | 1365 | 1399 | 1397 | 1473 |
|               | 1961 | 1967 | 1974 | 1980 | 1987 | 1993 | 2000 | 2006 | 2013 | 2023 |